# Anthreptes
Anthreptes är ett fågelsläkte i familjen solfåglar inom ordningen tättingar. Släktet omfattar 15 arter som förekommer både i Afrika söder om Sahara samt i Sydostasien från Filippinerna och Myanmar till Sulawesi och Små Sundaöarna:
- Visirsolfågel (A. reichenowi)
- Palettsolfågel (A. anchietae)
- Blåpannad solfågel (A. simplex)
- Brunstrupig solfågel (A. malacensis)
- Gråstrupig solfågel (A. griseigularis)
- Rosastrupig solfågel (A. rhodolaemus)
- Mangrovesolfågel (A. gabonicus)
- Violsolfågel (A. longuemarei)
- Törnsolfågel (A. orientalis)
- Kustsolfågel (A. neglectus)
- Lilastjärtad solfågel (A. aurantius)
- Kortstjärtad solfågel (A. seimundi)
- Gulhakad solfågel (A. rectirostris)
- Gråhakad solfågel (A. tephrolaemus)
- Rödbandad solfågel (A. rubritorques)